# Testi e note
Testi e note (Buy Jupiter and Other Stories) è un'antologia di racconti di fantascienza dello scrittore Isaac Asimov che ha per protagonisti i robot. Contiene 24 storie scritte fra il 1950 e il 1973. In Italia è stata pubblicata per la prima volta nel 1976 in due parti nei numeri 697 e 699 della collana Urania di Mondadori e in seguito ristampato in volume unico nel 1985 nella serie Urania Blu n.4.

## Elenco dei racconti
- Biliardo darwiniano (Darwinian Pool Room, 1950)
- Il giorno dei cacciatori (Day of the Hunters, 1950)
- Scià Guido G. (Shah Guido G., 1951)
- La pergamena (Button, Button, 1953)
- Il dito della scimmia (The Monkey's Finger, 1953)
- Everest (Everest, 1953)
- La pausa (The Pause, 1954)
- Meglio non farlo (Let's Not, 1954)
- Esplorazione vegetale (Each an Explorer, 1956)
- Nulla! (Blank!, 1957)
- Che cosa importa a un'ape? (Does a Bee Care?, 1957)
- Razza di deficienti! (Silly Asses, 1958)
- Pianeta comprasi (Buy Jupiter, 1958)
- Una statua per papà (A Statue for Father, 1959)
- Zucchero filato (Rain, Rain, Go Away, 1959)
- I fondatori (Founding Father, 1965)
- Esilio sull'inferno (Exile to Hell, 1968)
- Parola chiave (Key Item, 1968)
- L'unico modo (The Proper Study, 1968)
- 2430 d.C. (2430 A.D., 1970)
- Il bene più grande (The Greatest Asset, 1972)
- Si prende un fiammifero... (Take a Match, 1972)
- La tiotimolina fra le stelle (Thiotimoline to the Stars, 1973)
- Luciscultura (Light Verse, 1973)